# Romegueró de torbera
El romegueró de torbera (Rubus chamaemorus) és una planta rizomatosa herbàcia nativa de la tundra alpina i la tundra àrtica i la taigà, que produeix un fruit comestible anomenat móra vermella.

## Descripció
Les plantes fan 10-25 cm d'alt. Les fulles són alternades. Les flors són blanques i de vegades rogenques. Rubus chamaemorus és una planta dioica; les flors femenines i masculines tenen un aspecte semblant. Les masculines s'obren abans i segreguen més nèctar que les femenines. El fruit és inicialment vermell pàl·lid i de color ambre quan madura al principi de la tardor. La planta produeix més fruits en hàbitats boscosos que en hàbitats oberts.

## Distribució i ecologia
És una planta boreal circumpolar. Es troben a l'hemisferi nord entre 78°N a 55°N, i arriben a 44°N principalment a muntanya. Crèixen en hàbitats generalment àcids i amb pocs nutrients. A Euràsia es troben a Finlàndia, estats del Bàltic i de vegades en torberes de Gran Bretanya (és una de les plantes de muntanya més esteses a les terres altes d'Escòcia) i Irlanda. És rara a l'Europa central, però se n'ha registrat la presència en alguns llocs d'Alemanya, Polònia i la República Txeca. S'estén també a través de Rússia, el nort de Manxuria i Mongòlia fins al nord del Japó. A Nord-amèrica s'estén des d'Alaska, a través del Canadà, fins a Groenlàndia i Labrador i, pel sud, fins a Nova York. A Polònia i a Alemanya és una espècie relicta de les glaciacions i està inclosa en la llista de plantes en perill d'extinció. Poden suportar gelades de -40 °C, però és sensible a la salinitat i secada.

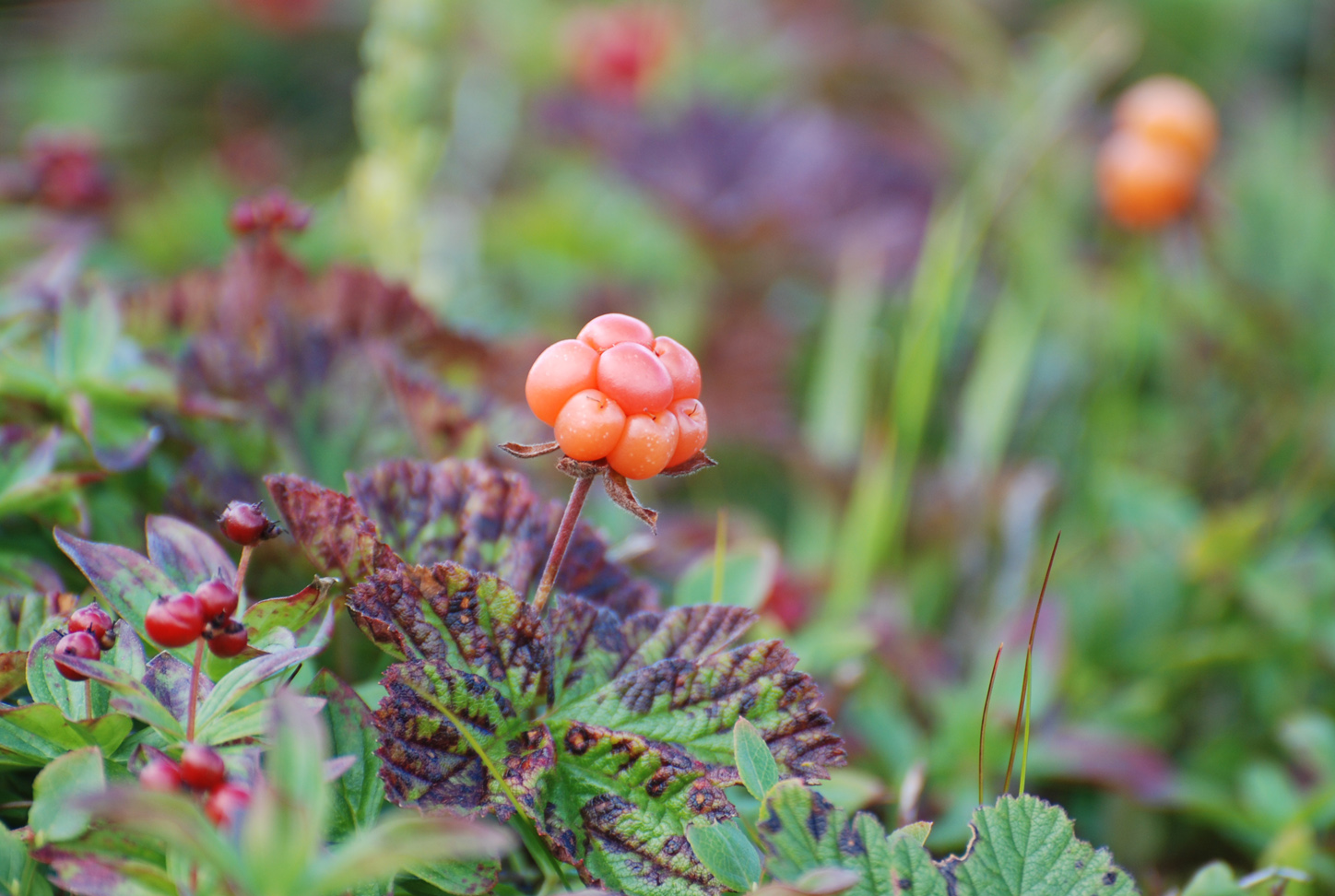
A Littleisland, Noruega.

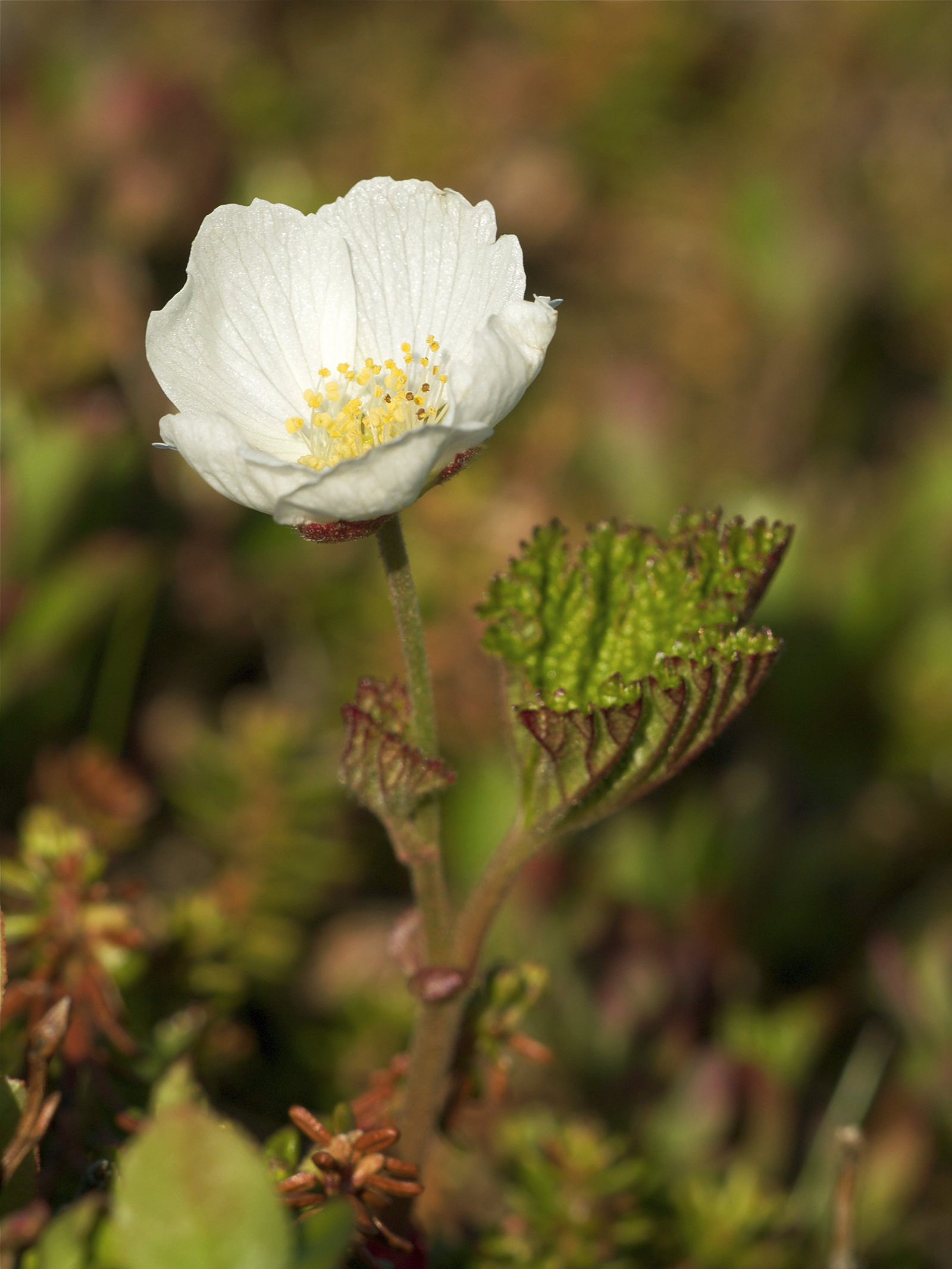
Flor mascle

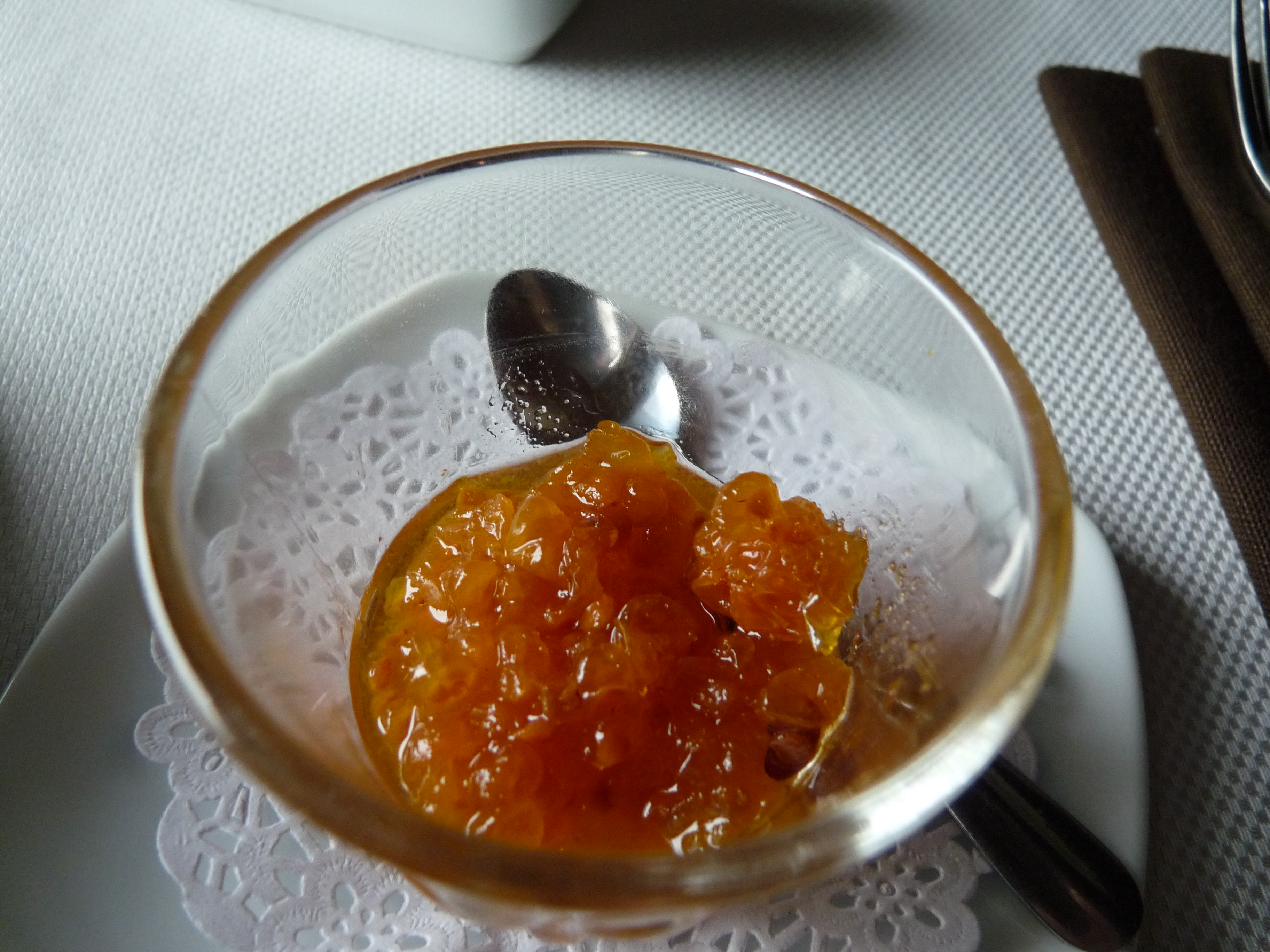
Melmelada de móra vermella

### Usos
Els fruits madurs i el suc són rics en vitamina C. Contenen també àcid benzoic i són una font d'oligoelements, entre els quals, ferro, manganès, magnesi, potassi, calci i fòsfor. L'oli essencial dels fruits conté fins a vuitanta components, entre els quals vanil·lina i els seus derivats. Si es congelen els fruits immediatament després de recollir-los, conserven la vitamina C. Quan esmengen sobremadurats tenen una textura cremosa com el iogurt. Se'n fan melmelades, sucs i licors. A Finlàndia es mengen en un formatge anomenat "leipäjuusto". Al Canadà s'utilitzen per a donar gust a una cervesa local. A Alaska, es barregen amb oli de foca i greix de ren o caribú i sucre per fer un gelat anomenat "Eskimo Ice Cream" o Agutak. Es valoren a les regions del nord com protecció contra l'escorbut.